# 희미한 가로등
<희미한 가로등>은 대한민국의 여성 가수 하영에 의해 발표된 곡이다. 하영의 음반 《고향생각》의 B면 5번 트랙으로 수록되어 있다. 작사 · 작곡은 장덕이 하였다.